# جويس مانغو شافولا
جويس مانغو شافولا (بالإنجليزية: Joyce Mhango-Chavula)، هي مُمثلة ومُخرجة مالاوية.

## روابط خارجية
- جويس مانغو شافولا في قاعدة بيانات الأفلام على الإنترنت